# فرنسيسكو غونزاليس (كاتب)
فرنسيسكو غونزاليس (بالإسبانية: Francisco González Ledesma) (و. 1927 – 2015 م) هو كاتب، وصحفي إسباني، ولد في برشلونة، بدأ مشواره المهني سنة 1941، توفي في برشلونة، عن عمر يناهز 88 عاماً، بسبب سكتة.

## جوائز
حصل على جوائز منها:
- كريو دي سانت جوردي (2010)[6]
- جائزة بلانيتا.